# جائزة إيطاليا الكبرى 2020
جائزة إيطاليا الكبرى 2020 (بالإيطالية: Gran Premio d'Italia 2020)‏ هو سباق فورمولا 1
أقيم بتاريخ 6 سبتمبر 2020 في حلبة مونزا، إيطاليا، وكان السباق 8 من أصل 17 في بطولة العالم لسباقات فورمولا 1 موسم 2020، وكان أول المنطلقين لويس هاملتون.
فاز بالمركز الأول  بيير جاسلي، وكان صاحب أسرع لفة لويس هاملتون بزمن قدرة 82.746 ثانية.